# Ново Место на Ваху
Ново Место на Ваху (слч. Nové Mesto nad Váhom, мађ. Vágújhely) град је у Словачкој у оквиру Тренчинског краја.

## Географија
Ново Место на Ваху је смештено у западном делу државе. Главни град државе, Братислава, налази се 110 км југозападно од града.
Рељеф: Ново Место на Ваху се развило у западном подгорју Татри. Град се развио у котлини реке Вах на близу 200 m надморске висине. Источно од града издиже се планина Повашки Иновец, док се западно издижу Бели Карпати.
Клима: Клима у Новом Месту на Ваху је умерено континентална.
Воде: Источна граница Новог Места на Ваху је река Вах, најопознатија реке Словачке. Њено име је уграђено у назив града.

## Историја
Људска насеља на овом простору датирају још из праисторије. Насеље под данашњим именом први пут се спомиње у 1253. године, а 1550. године насеље је добило градска права. Током следећих векова град је био у саставу Угарске као обласно трговиште.
Крајем 1918. године. Ново Место на Ваху је постао део новоосноване Чехословачке. После осамостаљења Словачке град је постао њено значајно средиште, али је дошло и до проблема везаних за преструктурирање привреде.

## Становништво
| Година:    | 1994.  | 2004.   | 2014.   | 2024.   |
| ---------- | ------ | ------- | ------- | ------- |
| Број људи: | 21 578 | 20 827  | 20 119  | 19 257  |
| Разлика:   |        | -3,48 % | -3,39 % | -4,28 % |

| Година:    | 2023.  | 2024.   |
| ---------- | ------ | ------- |
| Број људи: | 19 296 | 19 257  |
| Разлика:   |        | -0,20 % |

Данас Ново Место на Ваху имају око 20.000 становника и последњих година број становника опада.
Етнички састав: По попису из 2021. године састав је следећи:
- Словаци - 91,9%,
- Чеси - 1,3%,
- Роми - 0,2%,
- остали.

Верски састав: По попису из 2021. године састав је следећи:
- римокатолици - 42,9%,
- атеисти - 35,9%,
- лутерани - 10,7%,
- остали.[6]

## Партнерски градови
- Ухерски Брод

## Галерија
- Римокатоличка црква
- Лутеранска црква
- Градска кућа
- Технички лицеј
- Градски музеј